# Gianni Vernetti
Gianni Vernetti (nascido em 27 de novembro de 1960 (64 anos), em Turim) é um política e jornalista italiano e membro do Partido Democrático (Itália). Ele é casado com Laura De Donato, jornalista. Eles têm quatro filhos.
Ela serviu por três mandatos como membro do parlamento italiano entre 2001 e 2013.
Em 2006-2008 fez parte do segundo governo de Romano Prodi como subsecretário de Relações Exteriores.
A partir de maio de 2020, ele se torna colunista do La Repubblicaonde escreve numerosos editoriais, reportagens e entrevistas que descrevem as principais crises globais, o crescente confronto entre democracias e autoritários. regimes, as novas ameaças à segurança internacional, os desafios colocados ao Ocidente pelos regimes da Rússia e da China.
Em março de 2022 publicou o volume Dissidenti para Rizzoli em que analisa o crescente confronto entre democracias e autocracias, levando o leitor numa viagem pelas montanhas do Curdistão, onde os combatentes curdos derrotaram as milícias jihadistas do EI; nas encostas do Himalaia, onde um punhado de bravos monges salvou a milenar cultura tibetana; na pequena e combativa Lituânia, que viveu todos os totalitarismos do século XX e hoje acolhe dissidentes da Rússia e da Bielorrússia; na ilha de Taiwan, que resiste ao autoritarismo chinês.